# Cingula scipio
Cingula scipio är en snäckart som beskrevs av Dall 1887. Cingula scipio ingår i släktet Cingula och familjen Rissoidae. Inga underarter finns listade i Catalogue of Life.